# Milt Hinton
Milt Hinton (Vicksburg, 1910. június 23. – Queens, 2000. december 19.) amerikai nagybőgős; fotográfus.

## Pályafutása
Orgonaművész-zenetanár fia volt. Chicagoban nőtt fel. Kezdetben hegedűt, kürtöt és nagybőgőt is tanult. A középiskolában basszusgitározni kezdett. A Crane College-on és a Northwestern University-n tanult.
1936 és 1951 között a Cab Calloway együttesének volt a tagja.
1955-ben Benny Goodmannal is játszott. 1957-es Newport Jazz Fesztiválon Teddy Wilsonnal, Ben Websterrel játszott, és kísért olyan énekesekeket, mint Sammy Davis Jr., Judy Garland, Diahann Carroll, Harry Belafonte.
Michael Fleming, Lisle Atkinson, Richard Davis, Ron Carter és Sam Jones együttesével ez idő alatt Bill Lee New York-i basszushegedű kórusának is tagja volt.
Mindenkor biztos ritmikai alapot adott a dzsessz számos nagy művészének, köztük Louis Armstrongnak, Dizzy Gillespie-nek, Count Basie-nek, Cab Calloway-nek.
A jelenléte mindig nagynak tűnt, habár alacsony ember volt, de bőgőjének lendületes tempói és telt, dübörgő hangzása határozott biztonságot nyújtott partnereinek.

## Lemezek
- Everywhere and Beefsteak Charlie (1945)
- And Say It Again (1947)
- Just Plain Blues (1947)
- If You Believed in Me (Staff 1947)
- Meditation Jeffonese (Staff 1947)
- Milt Hinton: East Coast Jazz 5 (1955)
- Basses Loaded (1955)
- The Rhythm Section (1956)
- Percussion and Bass (Everest, 1960) + Jo Jones
- Here Swings the Judge (1964)
- Bassically with Blue (1976)
- The Trio (1977)
- Just the Two of Us (1981)
- The Judge’s Decision (1984)
- Back to Bass-ics (1984)
- Hayward and Hinton (1987)
- The Basement Tapes (1989)
- Old Man Time (1989)
- Marian McPartland’s Piano Jazz + Guest Milt Hinton (1991)
- The Trio 1994 (1994)
- Laughing at Life (1994)
- The Judge at His Best: The Legendary Chiaroscuro Sessions, 1973-1995